# Mère héroïque
Pour un article plus général, voir Titres honorifiques, ordres, décorations et médailles de l'Union soviétique.
 (février 2025).
Si vous disposez d'ouvrages ou d'articles de référence ou si vous connaissez des sites web de qualité traitant du thème abordé ici, merci de compléter l'article en donnant les références utiles à sa vérifiabilité et en les liant à la section « Notes et références ».
Le titre de Mère héroïque (en russe : Мать-героиня) est une distinction qui était décernée en URSS, à partir du 8 juillet 1944 à toutes les mères de dix enfants ou plus.

## Histoire
Ce titre est accompagné d'une médaille et d'un certificat décerné par le Præsidium du Soviet suprême de l'URSS. Il est attribué lors du premier anniversaire du dernier enfant, à condition que les neuf autres (naturels ou adoptés) soient restés vivants. Les enfants qui ont péri dans des circonstances héroïques, militaires ou autres évènements notables, y compris les maladies professionnelles, sont également comptabilisés. Le titre est créé simultanément avec l'Ordre de la Gloire maternelle (en russe : Орден Материнская слава) et la Médaille de maternité (en russe : Медаль материнства), destiné aux femmes ayant eu de cinq à neuf enfants.
Les Mères héroïnes ont alors le droit de porter une médaille, qui représente une étoile d'or et argent avec des rayons ; il porte la mention « Мать-героиня ». Elles ont également droit à un certain nombre de privilèges en matière de pension de retraite, le paiement des frais d'utilité publique et la fourniture de biens alimentaires.

### Période post-soviétique
Après la chute de l'URSS, le titre survit dans la plupart des anciennes républiques :
- Dans la fédération de Russie, il est supprimé en 1991. En 2004, un nombre important de requêtes, adressées au président, demandent sa restauration.
- Au Tadjikistan, il est supprimé en 1996 afin de décourager l'augmentation des familles nombreuses.
- En Ukraine, il est supprimé à l'indépendance mais restauré en 2004.
- Au Kazakhstan, les mères de dix enfants ou plus sont décorées depuis 1995 de l'Altyn Alka (Алтын алка, en français : « pendentif en or ») et les mères de huit ou neuf enfants de la Kumis Alka (Кумiс алка, « pendentif en argent »).

## Récipiendaires

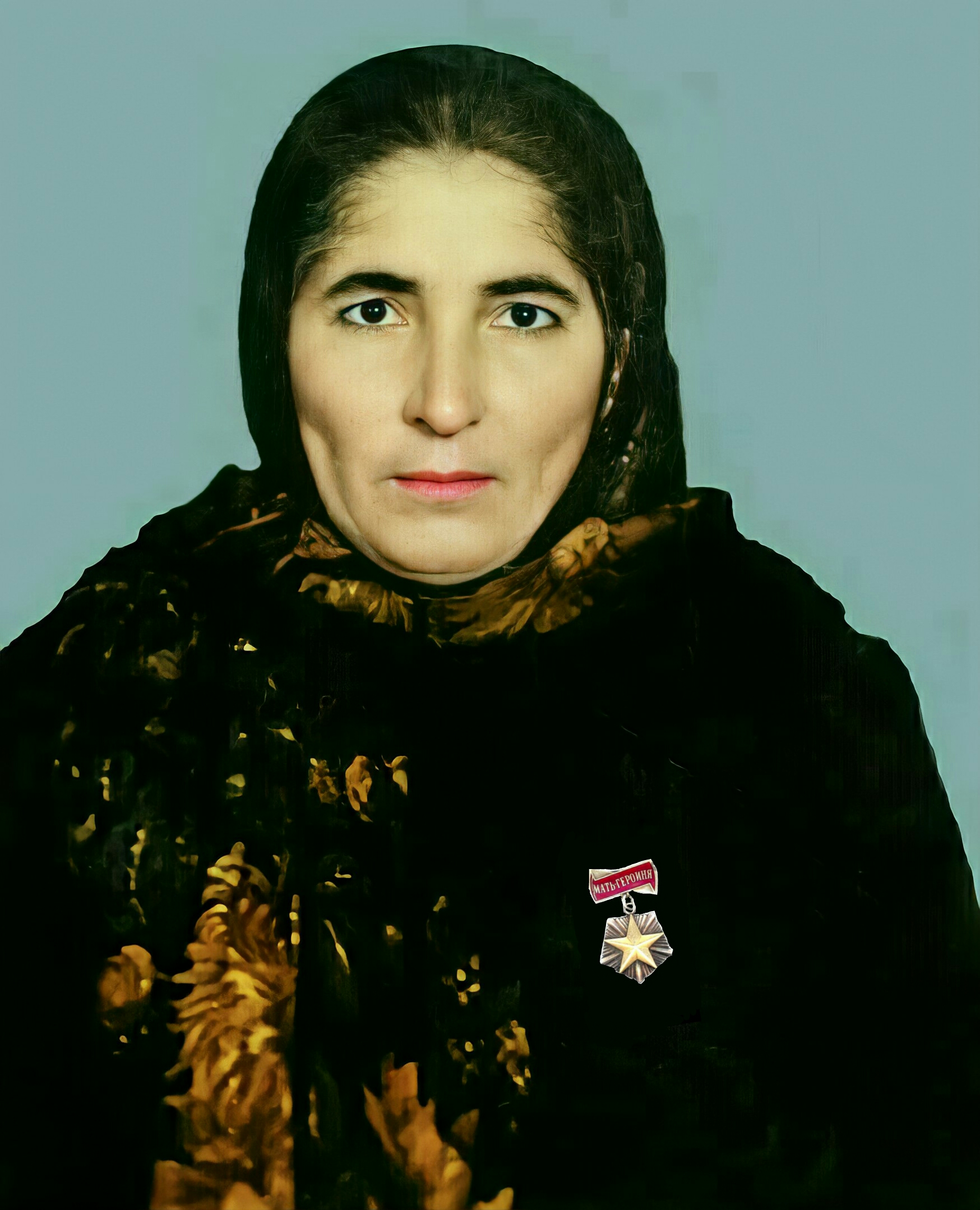
Khanbika Aslan gizi Jafarova (1930-1997) avec le titre de « Mère héroïque » de l'Union soviétique

Environ 430 000 femmes ont reçu ce titre au cours de son existence. Le seul homme a l'avoir reçu est Veniamin Petrovitch Makarov (en russe : Вениамин Петрович Макаров), vivant à Orenbourg, qui a élevé seul 12 garçons adoptés.